# Purê de batata

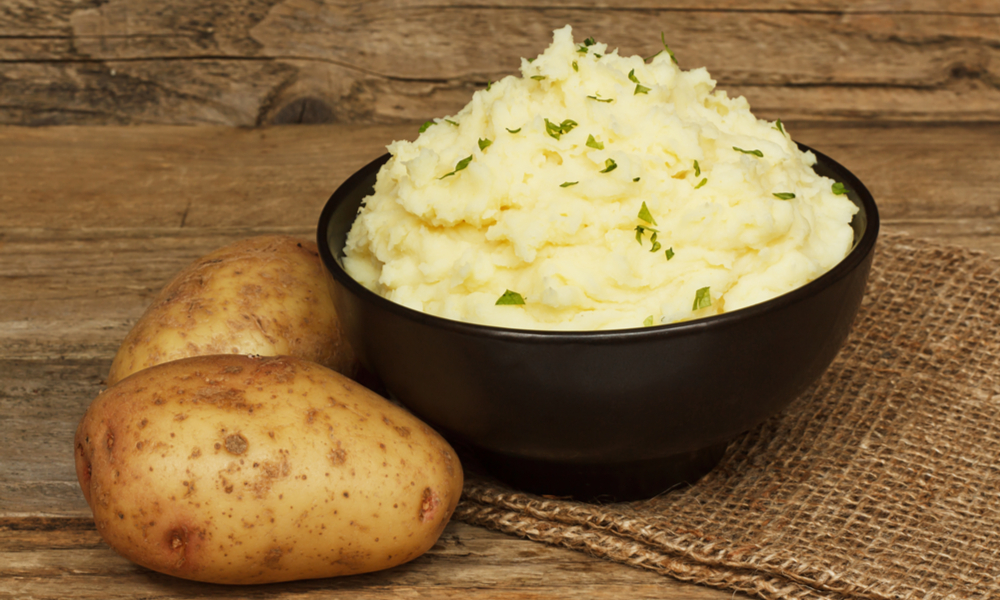
Uma porção de purê de batata em uma tigela com duas batatas inteiras.

Purê (português brasileiro) ou puré (português europeu) de batata é um prato feito triturando batatas cozidas ou vaporizadas, geralmente com leite, manteiga, sal e pimenta adicionados. Geralmente é servido como acompanhamento de carne ou legumes. Purê de batata é um ingrediente em outros pratos, como nhoques e gnocchi.